# Роапијана (Кунео)
Роапијана је насеље у Италији у округу Кунео, региону Пијемонт.
Према процени из 2011. у насељу је живело 245 становника. Насеље се налази на надморској висини од 527 м.